# Uzové
Uzové nebo Oghuzové (turecky a ázerbájdžánsky Uzlar, řecky Ονξοι, Ouzoi, singulár: Ouzo, rusky Торкы a varianty jiných jazycích: Ghuzz, Guozz, Kuz, Oğuz, Okuz, Ouz, Uğuz a Uz) byli historickou, raně středověkou kmenovou konfederací Turkitů z oblasti střední Asie, jejichž část začala od 10. století kočovat v evropských stepích.
V 9. století Uzové z aralských stepí ve spojenectví s Chazary vytlačili Pečeněhy z oblasti řek Emba a Ural dále na západ. Zatímco Uzská část Seldžuků přijala islám a později v 11. století vstoupila do Persie, kde založila Velkou Seldžuckou říši, tak jiná část Uzů (vytvořena z více elementů v Oguzském jabgulugu) vyznávající tengrismus svrhnula v této době nadvládu Pečeněhů v ruských stepích. V 10. století ve spojenectví s kyjevským knížetem Svjatoslavem I. porazili Uzové Chazary a Volžské Bulhary, což zvýšilo politickou moc Oguzského státu. Následně pod tlakem Kypčaků (větve Kimäků z území mezi Obem a Irtyšem) pronikli až k dolnímu Dunaji, který překročili a vtrhli na Balkán, kde byli rozdrceni,  nebo byli zasaženi epidemií moru. Zbývající přeživší uprchli, případně se roku 1065 přidali k byzantské císařské armádě jako žoldnéři. Část Uzů, která se v 11. nebo 12. století odstěhovala z Byzantské říše nazpátek do pontských stepí, spolu s ostatními kočovnými skupinami nese pojmenování „Černé klobouky“, (turecky „Karakalpaki“, rusky „Чёрнии клобуки“).

## Původ a počátky
Pradomovinou několika kmenových svazů, které se seskupily do konfederace středověkých Og-uz'ů, nazývaných také Uzové, byla oblast v dnešním Mongolsku a ruské Burjatské republice u povodí řeky Selengy v okolí jižní části Bajkalu. Pravděpodobně měli souvislost s čínskými kmeny na východě. Uzové byli součástí říše Asijkých Hunů, turkutských kaganátů a Ujgurského kaganátu. Pozdější informace o osudu Og-uz'ů v jejich rodné zemi nejsou dostatečné, avšak je jisté, že přesídlili západním směrem. Členové domorodého svazu Og-uz'ů přesídlili ve velkém množství z Orchonské oblasti do okolí Talasu a poté k Syrdarji.
Dialekt Og-uz'ů se oddělil od východoturkického dialektu v době před 9. stoletím a do 11. století jazyk Og-uz'ů ze Syrdarje se liší od východoturkických jazyků v lexikonu a výslovnosti.

### Tradiční dělení konfederace Og-uzů
V seznamech Mahmúda Kašgarského (Mahmud al-Kāshgharī, 11. století) a zdrojích Rašída al-Din Hamadaniho (14. století) byl Og-uz později také turkický výraz pro „kmen“. Og-uz'ští Turci se tradičně dělí na dvě hlavní skupiny: Bozok'y – Sivé šípy a Üčok'y – Tři šípy.
- Podle Oguz-kaganova dastanu, známého taky pod názvem Oguz-name,[3][pozn. 3] se Oguzové skládají z 24 turkomanských kmenů.[pozn. 4]

- V epose od Mahmúda Kašgarského Divân-ı Lügati't-Türk[5] napsaného v 11. století se uvádí:

| „ | …ve svazu Oguzů je 22 divizí… | “ |

## Rozdílný osud Og-uzů
Přechod slova Oguz v Uz se vysvětluje na základě osobitých zákonů turecké fonetiky. Podrobnou, i když chronologicky dost zmatenou informaci o těchto pohybech podává byzantský císař Konstantin VII. (Porfyrogennetos). Právě v období jeho panování totiž vstupují Oguzové poprvé do zorného pole byzantských autorů, kteří je většinou označovali názvem Ονξοι, tedy Uz-ové. A protože se na území východní a střední Evropy střetáváme v toponymickém materiálu právě s tímto etnonymem, tato větev Og-uz'ů je nazývána právě takhle. Dodnes mnozí Turkmeni, potomkové Oguzů, nazývají bájného předka svého národa Uz-chán místo Oguz-chán.
V roce 950 vytvořili Oguzové „Oguzský jabguluk“ čili „Oguzské knížectví“, jež existovalo až do roku 1040. Tvořily ho kmeny kočovné, polokočovné i částečně usedlé. Uzové obývali step v oblasti řek Sarysu, Torgaj a Emba na východě až k severním břehům jezera Balchaš. Kočovné kmeny Syrdarských Kangarů byly nuceny se připojit k Uzům.
Téměř ve stejném čase migrace Uzů do Malé Asie začalo stěhování druhé větve Uzů na západ za Volhu, směrem do oblasti východní a jihovýchodní Evropy. Po roce 893, kdy sámánovský emír Ismail ibn Ahmed podnikl velký vpád na území blíže nespecifikovaných Turků, jehož důsledkem byla řetězová reakce vyúsťující ve velké stěhování národů na středoasijských a východoevropských stepích, se Uzové dostali k Volze. Ve spojenectví s Chazary následně zaútočili na sousední pečeněžské kmeny kočující mezi Uralem a Volhou. Do ruských dějin se poprvé zapsali v roce 965, kdy se zúčastnili výpravy kyjevského knížete Svjatoslava I. (Barys) (roku 972 vzdoroval christianizaci Rusi a opovrhoval veškerým náboženstvím) proti svým bývalým spojencům Chazarům, které porazili a definitivně zlomili jejich moc. Pravděpodobně výměnou za slíbené území pontské části východoevropských stepí, (především Ukrajinské pastviny, jež stály na místě důležité obchodní cesty vedoucí ze severu na jih), se jako spojenci Svjatoslavova syna Vladimíra I. o 23 let později dohodli a zase porazili Volžské Bulhary.
Podle Marwazího se tlak okolních sousedů stupňoval stále víc. Zejména když se spojily kmeny Kypčaků s Kuny, kteří se sem přistěhovali z Dálného východu, Uzové již nebyli schopni těmto kmenům odolávat, a tak se odstěhovali za řeku Volhu, odkud znovu vyhnali Pečeněhy. Uzové se však na novém území nezdrželi, tlačíce před sebou Pečeněhy, táhli dále na západ. V roce 1055 dosáhli Dněpru, až se ohrožená ruská knížata dala dohromady a v roce 1060 pod vedením kyjevského knížete Izjaslava a jeho bratrů Svjatoslava a Vsevoloda (synové Jaroslava Moudrého) zvítězila. Torki, jak nazývaly Uzy ruské letopisy, byli zahnáni na útek. Situaci jim zkomplikovalo také řádění epidemie, hladomoru a krutá zima, při které tisíce z nich padly za oběť těmto nepříznivým okolnostem.
Byzantinci se s Uzy do přímého kontaktu dostali poprvé na přelomu let 1064–1065, kdy překročili dolní Dunaj. Jakousi jejich základnou se stal kraj jižního pobřeží Dunaje. Odtud vycházeli a plenili od jednoho konce po druhý celou oblast Balkánského poloostrova a Uherska. Pustošení nabylo takových rozměrů, že podle některých svědků prý místní obyvatelé uvažovali o svém vystěhování. Zhrozený císař Konstantín Dukas se s nimi prozatím neodvážil střetnout v otevřeném boji. Nedošlo k němu ani později. V 11.–12. století totiž přinesli panovníkovi zprávu, že se jedna část Uzů stáhla nazpátek za severní linii Dunaje do pontských stepí. Spolu s ostatními kočovnými skupinami byla organizována do pohraničních strážních oddílů zvaných „Černé klobouky“, (turecky „Karakalpak“, rusky „Чёрнии клобуки“), které bojovaly jako pohraniční stráže v službě Kyjevského a Perejaslavského knížectví. S těmi, kteří zůstali, skoncovali Bulhaři a Pečeněhové. Podle Michaelose Attaliatese, tak jako předtím v ruských stepích, velkou roli při zdecimování Uzů sehrály studená zima, nakažlivé nemoci a hladomor. Tato poslední rána jim způsobila největší ztráty na životech, padli dokonce i ti, kteří se vraceli za Dunaj, jen málo z nich se dokázalo zachránilo. Takto zdecimovaní Uzové poté vstoupili do služeb byzantského císaře, kde však rychle splynuli s okolními etniky. Totéž se stalo i s těmi, co se přes Dunaj vrátili nazpátek a dostali se do služeb ruských knížat.
Podle Matouše z Edessy je pozoruhodné, že velké množství Uzů sloužících v Byzantské armádě zahynulo v bitvě u Malazgirtu (1071), kterou svedli právě s jejich vlastními soukmenovci, seldžuckými Turky ohrožujícími říši z opačné strany. Obě skupiny tedy potkal rozdílný osud, zatímco jedni se rozplynuli v různorodé mase etnik Byzantské říše, Uherska a Kyjevské Rusi, druhým štěstěna přála mnohem víc, ustavili vlastní říši, která se stala významným mocenským elementem v přední Asi a úhlavním nepřítelem Byzance.

## Vpády Og-uzů do Uherska
Z celé řady loupeživých vpádů do Uherska se v 11. století několika z nich zúčastnili kromě Pečeněhů právě Uzové. Domácí kroniky je sice konkrétně nevzpomínají, ale buď používají termíny Bessi či Bisseni (Pečeněhové) nebo Cuni, což je termín který se původně v maďarštině vztahoval na všechna etnika tureckého původu. Předpoklad, že se na vícerých vpádech Pečeněhů podíleli taky Uzové, dovoluje právě původní široký významový rozsah tohoto druhého pojmu. Jde zejména o vpád do Sedmihradska z roku 1068 a porážku při vrchu Kerléš (maďarsky Kerlés rumunsky Chiraleș) na západ od sedmihradského města Bistrița. Známá Ladislavská legenda (Kumánská) se váže právě k této události a nemůže být spájená s Kumány, kteří se v prostoru Evropy objevili až v polovině sedmdesátých let, nýbrž jenom s Pečeněhy nebo s Uzy.
Další vpád Uzů do Uherska se odehrál v souvislosti s úsilím krále Šalamouna o znovuzískání trůnu, který ztratil v souboji se svým bratrancem Ladislavem. Podle pramenů se se žádostí o ozbrojenou pomoc uchýlil ke „Kúnům“, jejímž výsledkem byl v roce 1085 jejich společný vpád do Uherska. Podle byzantských pramenů se po porážce v roce 1087 toto Šalamounovo „kúnské“ vojsko obrátilo proti Byzanci, kde ho však postihl stejný osud. Tenhle důležitý údaj říká, kdo to vlastně tehdy se Šalamounem (Σολομών) do Uher vpadl: popři menším počtu Dáků (Δακες), čili Uhrů, zmiňuje Skýty (Σκύθαι), což bylo byzantské označení převážně Pečeněhů a Sauromaty, tedy Sarmáty (Σαυρμάται) jež byl byzantský název pro občasné pojmenování Uzů.
Přítomnost tureckých Uzů se dotkla i zdejšího slovenského území, ačkoli ne v takové míře, jako tomu bylo v ostatních krajích východní Evropy, či v jihoruských stepích nebo na Balkáně. Významněji do osudů Slovenska ale taky celé střední a jihovýchodní Evropy zasáhla expanze osmanských Turků pocházejících stejně jako Uzové z etnika Og-uz'ů.

## Toponymické stopy Uzů v Uhersku
Na území bývalého Uherska nacházíme toponyma svědčící o přítomnosti Uzů, v podobě místních názvů a osobních jmen:

- v Rumunsku: sedmihradský karpatský průsmyk Uz a taky průsmyk Oituz, vesnice Türkös („villa Turcica“), potok s názvem Uz.
- v Maďarsku: nacházíme příhraniční město Ózd.
- na Slovensku: zde má etnonym Uz kořeny u jednoho ze šarišských rodů – rodu Tekule, po nichž jsou pojmenované šarišské obce jako Uzovce, (maďarsky Úszfalva), Uzovský Šalgov a Uzovské Pekľany, v Zemplíně najdeme Turcovce (maďarsky Turcóc) v Gemeru nacházíme vesnici Uzovská Panica (maďarsky Uzapanyit), pojmenovanou po neznámé osobě z kmene Uzů. Na Pohroní se nachází vesnice Turecká. Dále právě turecká etnika byla aktivně nasazována do soustavy zařízení uherské pohraničí obrany. Jedním z pohraničníků byl člověk s jménem Uz („major exercitus“), který v roce 1234 v dolnopovážské Šintavě zastával funkci vojska patřícího do rámce šintavského hradního obvodu. Je možné, že do této pohraniční soustavy patřila osada „Torč“ v Bratislavském regionu, dnes přejmenovaná na Nová Lipnica, (Dunajská Lužná se skládá ze tří osad, jednou z nich je Nová Lipnica), a v její sousedství se nachází vesnice „Úzor“, dnes přejmenovaná na Kvetoslavov. Mezi obyvateli se ve středověku vyskytovalo i jméno Itemer.

Kořeny jednoho z nejznámějších šarišských rodů – rodu Tekule, mají stejný etnický a sociální původ, který je nutno hledat v řadách místních pohraničních strážců. Tito pohraniční strážci se zde usadili v průběhu 11.–12. století. Podle svědectví listinných dokumentů tato rozvětvená rodina, prostřednictvím královských donací, v druhé polovině 13. století získala majetkové akvizice v Šariši. Už samotné jméno rodu, podle jeho zakladatele, je turecké a za stejné lze považovat taky další, které nosili jeho členové v 13.–14. století (Ite, Itemer, Budun, Akuš).